# 여왕기 전국여자축구대회
여왕기 전국여자축구대회는 대한민국의 전국 여자 축구 대회이다.